# Petrom LPG
Petrom LPG (fostă Shell Gas Romania) este o companie din România care se ocupă cu afaceri cu gaz petrolier lichefiat (GPL).
Activitatea Petrom LPG include îmbutelierea de GPL, în fabricile de îmbuteliere de la Negoiești și Timișoara, precum și distribuția de butelii în întreaga țară, vânzarea și distribuirea de propan, vânzarea și distribuirea de GPL auto și activități de comerț cu ridicata.
Până în august 2007, Shell Gas Romania era un joint-venture între Petrom care deținea 45% și Shell cu 55%.
În noiembrie 2006, rețeaua Shell Gas Romania cuprindea peste 5.000 de puncte de vânzare.
În august 2007, Petrom a preluat Shell Gas Romania, printr-o tranzacție de 51 milioane euro.
La sfârșitul anului 2008, Petrom a finalizat integrarea companiei, rezultând o companie nouă, Petrom LPG.
În iunie 2012, Petrom a vândut subsidiara Petrom LPG companiei Crimbo Gas International.
Număr de angajați în 2008: 350
Rezultate financiare (milioane euro):
| Anul             | 2008 | 2005 |
| ---------------- | ---- | ---- |
| Cifra de afaceri | 94   | 63,5 |
| Venitul net      | 6,8  | 4,3  |